# Halo: Combat Evolved
(Capitano Jacob Keyes)
Halo: Combat Evolved è un videogioco sparatutto in prima persona del 2001, sviluppato da Bungie Studios, Gearbox Software e MacSoft Games e pubblicato da Microsoft Game Studios per Xbox, Microsoft Windows e MacOS. Si tratta del primo capitolo della fortunata serie di videogiochi Halo.

## Trama

### Antefatto
Siamo nel 2552 ed il protagonista della storia, noto come Master Chief o John-117, è un soldato geneticamente modificato facente parte del progetto SPARTAN-II, un'iniziativa militare dell'UNSC, con base sul pianeta Reach, nata per proteggere le colonie dell'impero interstellare umano da rivolte interne, ma successivamente sfruttata per combattere i Covenant, un'alleanza di razze aliene unita da una forte fede religiosa. I Covenant, durante l'invasione di Reach nell'estate del 2552, uccidono quasi tutti gli SPARTAN-II e solo Master Chief riesce a salvarsi, fuggendo nello spazio profondo a bordo dell'incrociatore Pillar of Autumn. La fuga tuttavia prevede una destinazione precisa, ovvero delle coordinate galattiche decifrate da un antichissimo artefatto rinvenuto su Reach stesso, per il quale i leader dei Covenant hanno mostrato grande interesse durante l'invasione.

### La storia
Il gioco inizia con l'arrivo della Pillar of Autumn, comandata dal capitano Jacob Keyes, al sistema stellare individuato su Reach, nel quale si scopre la presenza di un gigantesco mondo artificiale fatto ad anello in cui coesistono ecosistemi biologici e moltissime strutture aliene di ignoti scopi, un Halo. Keyes, con alcune corazzate Covenant ancora alle calcagna da Reach e pronte all'assalto, decide di far atterrare la nave sull'anello e affida Cortana, intelligenza artificiale della Pillar of Autumn, a Master Chief, per evitare che cada in mano nemica. I sopravvissuti all'abbordaggio Covenant, Master Chief compreso, abbandonano la nave su ordine di Keyes e raggiungono l'anello a bordo di alcuni gusci di salvataggio mentre egli, sotto fuoco nemico, porta manualmente la nave a terra. Master Chief raduna i superstiti sulla superficie e si prepara al salvataggio del capitano, che è stato catturato e viene tenuto prigioniero a bordo dell'incrociatore Covenant Truth and Reconciliation, anch'esso atterrato sull'anello. Recuperato il capitano, si viene a conoscenza che Halo è un'arma di distruzione di massa e che i Covenant stanno cercando una sala controllo nel tentativo di usarla contro l'umanità. Master Chief guida allora una squadra di marines verso il Silent Cartographer, un archivio delle mappe su un'isola tropicale che rivelerebbe la posizione della sala controllo di Halo. Trovata la sala controllo e presone possesso dopo combattimenti attraverso canyon ghiacciati, a bordo di veicoli umani e Covenant, Cortana si interfaccia alla rete dell'anello, rivelando che esso è opera dei Precursori, un popolo alieno estintosi molte migliaia di anni fa, e che è stato costruito come pianeta-fortezza per studiare i Flood, una specie parassita che consuma e trasforma ogni forma di vita dotata di intelligenza in esseri orrendi. Cortana invia Chief dal capitano Keyes, che nel frattempo si è infiltrato in una delle tante strutture sull'anello, per fermarlo e impedirgli di liberare inavvertitamente i parassiti. Tuttavia sia le forze umane che Covenant entrano in contatto con i Flood nella struttura (che era dunque un gigantesco laboratorio) che si liberano e sopraffanno tutti i presenti, mentre Keyes viene nuovamente imprigionato dai Covenant scampati al massacro. Chief, dopo essere riuscito a fuggire dal laboratorio, viene contattato da 343 Guilty Spark, IA guardiano dell'anello (ufficialmente noto come Installazione 04) per recuperare l'indice, una chiave che permetterebbe di attivare le difese di Halo dalla neonata infestazione Flood. Ottenuto l'indice da una megastruttura di ricerca nota come biblioteca e tornato da Cortana alla sala controllo, Chief tenta di usare l'indice ma viene fermato all'ultimo da Cortana, che spiega come l'attivazione dell'anello produrrebbe la distruzione della vita su scala galattica. 343 Guilty Spark, anche esso presente, conferma le congetture di Cortana e afferma che l'uso di Halo sia l'unico modo per epurare l'infestazione dei Flood, uccidendone di fatto i portatori, come fecero i Precursori che così si estinsero. L'unica alternativa sembra la distruzione dell'anello, e, inimicandosi anche il guardiano, Chief e Cortana, dopo aver danneggiato alcuni sottosistemi degli armamenti dell'anello, decidono di far esplodere i reattori a fusione della Pillar of Autumn e ne recuperano i codici di sblocco dall'impianto cranico del capitano Keyes, che è stato anch'egli infettato assieme ai suoi carcerieri Covenant. In ultimo, Chief e Cortana si recano sulla Pillar of Autumn, ne sovraccaricano i reattori combattendo i Flood, le sentinelle del guardiano e le ultime forze Covenant. Con una fuga all'ultimo minuto a bordo di un caccia di guarnigione trovato nell'hangar dell'incrociatore, riescono a mettersi in salvo assistendo alla completa distruzione dell'anello, della flotta Covenant e, presumibilmente dei Flood e del guardiano.

## Modalità di gioco

### Campagna
La modalità a giocatore singolo si articola su dieci missioni in dieci diverse ambientazioni, intervallate da numerosi filmati. Spesso si è supportati nel combattimento da bot alleati ed è possibile pilotare svariati tipi di veicoli e torrette. I veicoli umani sono indistruttibili e utilizzabili soltanto dai Marines o dal giocatore; i veicoli Covenant possono venire distrutti e talvolta vengono utilizzati anche dai Marines. La campagna diventa anche cooperativa se si gioca su Xbox.

### Multiplayer
In Halo CE è presente una modalità multiplayer. Nel multiplayer della versione per Xbox si può giocare con due controller, in modalità uno contro uno (ma anche in più se si possiedono abbastanza controller). Invece nella versione per computer si gioca On-Line, con giocatori reali, alle mappe della versione per Xbox vengono aggiunte 6 nuove mappe, inoltre vengono aggiunti il lanciafiamme e il fucile a barre di combustibile. La versione per computer è più completa, con delle aggiunte inedite. Inoltre l'aereo covenant Banshee è stato aggiunto nella versione per PC, e tutti i veicoli sono indistruttibili (cosa in realtà svantaggiosa perché l'autista in questo modo prende tutti i danni). È possibile giocare in 5 modalità diverse, con o senza scudi, è possibile modificare molte impostazioni.

## Sviluppo

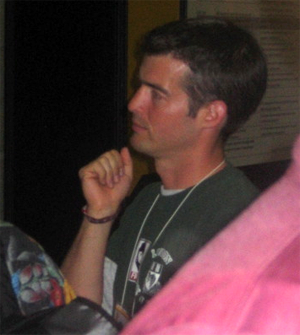
Jason Jones (qui all'Electronic Entertainment Expo 2006) è stato una figura chiave di Bungie Studios fin dai tempi di Marathon, ed è stato il principale responsabile della creazione di Halo: Combat Evolved e di Halo 2.

Le origini della creazione di Halo risalgono a circa 2 anni prima della sua pubblicazione, quando venne annunciato per la prima volta da Steve Jobs al Macworld Conference & Expo del 21 luglio 1999, originariamente solo per MacOS. All'epoca Halo non appariva nemmeno come uno sparatutto, bensì come un videogioco strategico in tempo reale.
Lo sviluppo del gioco venne portato avanti per circa un anno, e già all'Electronic Entertainment Expo 2000, venne mostrato un trailer, che riuscì a catturare una non indifferente attenzione della stampa specializzata e dei media sul gioco, che all'epoca appariva come uno sparatutto in terza persona. Poco dopo la fiera, come già si era mormorato, Microsoft Corporation acquisì Bungie Studios per un prezzo intorno ai 30.000.000$ e il destino di Halo fu quello di diventare un'esclusiva dedicata alla già annunciata Xbox. Halo in realtà venne visto in quei primi tempi come l'unica vera esclusiva definitiva per la console, una killer app, una colonna portante della macchina Microsoft, macchina dietro la quale l'azienda americana decise di investire l'esorbitante cifra di 500.000.000$ per entrare nel settore delle console da gioco.
Fu proprio a un anno prima della pubblicazione che Bungie Studios riscrisse il motore di gioco di Halo, alterandolo pesantemente e facendolo diventare uno sparatutto in prima persona. Il gioco fu poi mostrato un'ultima volta all'Electronic Entertainment Expo del 2001 nella sua forma completa, dove venne anche annunciata la sua commercializzazione per il 14 novembre dello stesso anno.

## Colonna sonora
La colonna sonora fu composta da Martin O'Donnell e Michael Salvatori e nel 2002 è stata pubblicata anche come album dalla Sumthing Else Music Works. Il primo pezzo scritto da O'Donnell, intitolato Halo, finì per diventare la principale melodia di tutta la serie.

## Accoglienza
| Accoglienza   | Accoglienza    |
| ------------- | -------------- |
| Metacritic    | 97,00          |
| GameRankings  | 95,54          |
| IGN           | 4,85/5- 9.7/10 |
| Game Informer | 4,75           |
| Eurogamer     | 4/5 - 8/10     |
| GameSpy       | 4/5 - 8/10     |

### Critica
Halo: Combat Evolved fu il primo grande successo in fatto di vendite su Xbox, raggiungendo quota 6,43 milioni di copie vendute, di cui 5 milioni solo negli Stati Uniti d'America, divenendo il secondo gioco più venduto su Xbox, dopo il suo seguito Halo 2. Oltre alle elevatissime vendite, Halo ebbe anche un successo tra la critica specializzata che nella maggior parte dei casi consegnò al gioco dei punteggi molto elevati, divenendo acclamato universalmente con voti come 95/100 secondo la media GameRankings e 97/100 secondo la media Metacritic; da altri venne addirittura riconosciuto come la miglior esclusiva di lancio per l'Xbox, indipendentemente dal numero di copie venute. Secondo IGN è il miglior videogioco per Xbox. Particolarmente apprezzato, oltre all'originale singleplayer, fu anche il comparto multiplayer per 16 giocatori, che venne definito da IGN come il miglior sparatutto in prima persona multigiocatore dai tempi di GoldenEye 007, uscito sul Nintendo 64, nel 1997.
Stando agli archivi di Xbox.com, Halo: Combat Evolved, ha ricevuto da più parti un totale di 48 premi.

### Eredità e innovazioni
(Tagline di Halo: Combat Evolved)
Halo: Combat Evolved divenne una killer application per la console Xbox facendole guadagnare prestigio, e ha anche apportato grandi innovazioni al mondo degli sparatutto in prima persona. L'uso dei veicoli (passante da una prospettiva in prima persona a una in terza), parti integranti del gioco e manovrabili agevolmente con un controller, e la scelta di equipaggiare il giocatore con sole due armi in contemporanea sono solo alcune di queste innovazioni. Inoltre l'elevata intelligenza artificiale dei nemici, l'utilizzo di granate in grado di agganciarsi agli avversari ed un ammo-HUD dinamico integrato direttamente su di un'arma, permisero ad Halo di avere un gameplay unico e rivoluzionario per l'epoca, portando efficacemente gli sparatutto in prima persona dall'essere una prerogativa PC a un genere affermato anche su console.
Tuttavia le influenze di Halo non si fermano al gameplay, ma anche all'ambientazione molto ispirata, difatti, secondo IGN il momento nel gioco in cui Master Chief mette piede su Halo per la prima volta da cui è possibile ammirare il panorama della forma circolare dell'anello che sovrasta il cielo è uno dei momenti più grandi e memorabili della storia dei videogiochi. Inoltre, a distanza di 12 anni dalla sua pubblicazione, IGN ha pubblicato la lista dei 100 migliori sparatutto in prima persona scelti dai suoi esperti, dove Halo: Combat Evolved ha raggiunto il 4º posto, ponendosi dunque solo dopo Half-Life 2, Doom ed Half-Life.

## Halo: Combat Evolved Anniversary
Durante l'Electronic Entertainment Expo 2011, Microsoft annunciò che, per celebrare il decimo anniversario dall'uscita di Halo: Combat Evolved, il 15 novembre 2011 sarebbe stato pubblicato il remake di quest'ultimo, sviluppato da 343 Industries e Saber Interactive, con grafica e sonoro adattati alla settima generazione di console.
Il gioco, nominato Halo: Combat Evolved Anniversary, ha le stesse funzionalità del capostipite della saga, in quanto è stato sviluppato sul suo stesso modello. Le uniche differenze sostanziali sono la grafica in alta definizione e la classificazione di armi e nemici, simile a quella vista in Halo: Reach.

## Doppiaggio
| Personaggio            | Doppiatore originale | Doppiatore italiano |
| ---------------------- | -------------------- | ------------------- |
| Capo (Master Chief)    | Steve Downes         | Riccardo Rovatti    |
| Cortana                | Jen Taylor           | Donatella Fanfani   |
| Capitano Jacob Keyes   | Pete Stacker         | Riccardo Lombardo   |
| 343 Guilty Spark       | Tim Dadabo           | Luca Sandri         |
| Sergente Avery Johnson | David Scully         | Riccardo Rovatti    |